# Hell on Earth (альбом Mobb Deep)
Hell on Earth — третій студійний альбом американського хіп-хоп дуету Mobb Deep, що вийшов 19 листопада 1996 року на лейблах Loud і RCA Records. Альбом є продовженням попереднього альбому Mobb Deep, The Infamous 1995 року, який став класикою жанру. Hell on Earth повністю спродюсований членом групи Havoc і містить гостьові куплети реперів Nas, Raekwon, Method Man і товаришів Mobb Deep Big Noyd та Infamous Mobb. Альбом включає відомі сингли «G.O.D. Pt. III» і «Hell on Earth (Front Lines)», а також «Drop a Gem on 'Em», відповідь на дис-трек 2Pac «Hit 'Em Up». На початку того ж року вийшов рекламний сингл «Still Shinin'», який пізніше додали до альбому.
Альбом, один із найперших покращених компакт-дисків, також містить додатковий трек («In the Long Run»), який на той час потрібно було розблокувати за допомогою комп’ютера. Альбом отримав широке визнання критиків і отримав золотий сертифікат Асоціації звукозаписної індустрії Америки 9 квітня 1997 року.

## Про альбом
Оскільки більша частина альбому була записана під час розпалу суперництва між Східним узбережжям і Західним узбережжям, багато шанувальників вважали темніші пісні тонкими образами на адресу 2Pac та інших ведучих виконавців Західного узбережжя, але Prodigy віддає шану артистам Західного узбережжя, таким як Snoop Dogg, Tha Dogg Pound і Xzibit.

## Музика
Грунтуючись на звучанні The Infamous, Havoc експериментував із моторошним, атмосферним стилем продакшну, використовуючи семпли піаніно, струнних секцій та музику до фільмів. Подібно до двох попередніх альбомів Mobb Deep, тексти пісень зображують теми злочину та насильства, з більшою увагою до відплати та розплати.

## Комерціний успіх
Альбом дебютував на 6 місці у чарті Billboard 200 та 1 місці у чарті Top R&B/Hip-Hop Albums в американському журналі Billboard. Альбом також досяг 67 місця у чарті UK Albums Chart у Великій Британії. 9 квітня 1997 року альбом отримав золотий сертифікат Асоціації звукозаписної індустрії Америки.

## Прийом критиків
Hell on Earth був широко визнаний музичними критиками. Селвін Сейфу Хайндс із The Source похвалив Prodigy за «змальовування нескінченної серії моторошних, майже сюрреалістичних кінематографічних пейзажів», також заявивши, що Havoc «проходить із напрочуд високим октановим числом». Він дійшов висновку, що Mobb Deep були «найактивнішими, найавтентичнішими, найпотужнішими виконавцями» хардкор-хіп-хопу Східного узбережжя в 1990-х роках. Письменник Los Angeles Times Чео Ходарі Кокер назвав його «таким же привабливим, песимістичним і відверто страшним», як і The Infamous, додавши, що «з вишуканістю, як у Скорсезе, Mobb Deep подає свій підземний світ з таким запалом, що навіть найжорстокіші персонажі віддають свою повагу». Саша Дженкінс із Spin вважав, що альбом «переслідує відплату, як Чарльз Бронсон у фільмах Death Wish», також зазначив, що «дуже іноді ви почуєте тугу за притулком у безумстві Mobb Deep». Метт Діль з Entertainment Weekly описав це як «захопливий портрет життя бандитів у стилі Нью-Йорка» та «приголомшливу суміш, де постріли стикаються з моторошними струнами». 
Стів Х'юї з AllMusic присудив альбому чотири з половиною зірки з п'яти, додавши: «Mobb Deep став сенсацією вуличного рівня зі своїм другим альбомом, The Infamous, і дует не побачив причин псувати свій фірмовий стиль на наступному альбомі, Hell on Earth. Перші слова на платівці оголошують: „Ви знаєте, як ми це робили на альбомі The Infamous, правда? Добре, добре, ми збираємося зробити це знову“, і це саме те, що вони роблять. Hell on Earth удосконалює формулу Mobb Deep, посилюючи багато з того, що зробило The Infamous успішним. Похмурі вуличні розповіді ще більш жорстокі та екстремальні, а продакшн ще похмуріший і страшніший. Цим він все ще зобов'язаний — але виглядає драматичнішим, ніж робота RZA з Wu-Tang Clan: моторошні струни і шматочки піаніно, підкріплені глибокими бітами, що віддають луною. Хоча загальний смак майже такий самий, як і раніше, він трохи вишуканіший і кінематографічніший. З цих причин деякі фанати Mobb насправді віддають перевагу Hell on Earth, а не The Infamous, хоча йому бракує деякої тематичної єдності та чітко підкреслених деталей, які зробили The Infamous таким цілісним. Hell on Earth також бракує свіжості, але навіть якщо Mobb Deep повторюється, він робить це дуже ефективно. Альбом чудово похмурий та нав'язливий, особливо виділяється закручена атмосфера фільму жахів „G.O.D., Pt. III“ та гіпнотичний „Hell on Earth (Front Lines)“. „Drop a Gem on 'Em“ — ще одна особливість, пісня-відповідь у біфі з 2Pac, яка з'явилася незадовго до вбивства репера. Спеціальні гості Method Man, Raekwon та уродженець Квінсбріджа Nas всі гідно виглядають. Навіть якщо це не зовсім той орієнтир, яким був The Infamous, Hell on Earth майже схожий на нього».
У The New Rolling Stone Album Guide Кріс Раян високо оцінив художній прогрес Mobb Deep, заявивши: «Якщо Infamous був жахливим документальним фільмом, то Hell on Earth — це кримінальна сага міфічних масштабів. Нахабники з останнього альбому стають кілерами, а продавці наркотиків з району стають злочинними авторитетами».  Альбом увійшов до списку 50 найважчих альбомів усіх часів журналу Q.

## Список композицій
- Усі пісні спродюсовані Mobb Deep.

| #   | Назва                                                 | Тривалість |
| --- | ----------------------------------------------------- | ---------- |
| 1.  | «Animal Instinct» (за участю Twin Gambino & Ty Nitty) | 3:30       |
| 2.  | «Drop a Gem on 'Em»                                   | 4:17       |
| 3.  | «Bloodsport»                                          | 3:35       |
| 4.  | «Extortion» (за участю Method Man)                    | 3:31       |
| 5.  | «More Trife Life»                                     | 3:45       |
| 6.  | «Man Down» (за участю Big Noyd)                       | 5:03       |
| 7.  | «Can't Get Enough of It» (за участю Illa Ghee)        | 4:51       |
| 8.  | «Nighttime Vultures» (за участю Raekwon)              | 4:30       |
| 9.  | «G.O.D. Pt. III»                                      | 5:17       |
| 10. | «Get Dealt With»                                      | 3:56       |
| 11. | «Hell on Earth (Front Lines)»                         | 4:34       |
| 12. | «Give It Up Fast» (за участю Big Noyd та Nas)         | 3:58       |
| 13. | «Still Shinin'»                                       | 4:11       |
| 14. | «Apostle's Warning»                                   | 4:07       |

| Бонус-трек | Бонус-трек                                        | Бонус-трек |
| #          | Назва                                             | Тривалість |
| ---------- | ------------------------------------------------- | ---------- |
| 15.        | «In the Long Run» (за участю Ty Nitty & Money No) | 2:38       |

| Невидані пісні (були видані на Pre Hell EP та The Infamous Archives) | Невидані пісні (були видані на Pre Hell EP та The Infamous Archives) | Невидані пісні (були видані на Pre Hell EP та The Infamous Archives) |
| #                                                                    | Назва                                                                | Тривалість                                                           |
| -------------------------------------------------------------------- | -------------------------------------------------------------------- | -------------------------------------------------------------------- |
| 15.                                                                  | «In the Long Run» (за участю Ty Nitty та Money No)                   | 2:38                                                                 |
| 16.                                                                  | «Reach» (за участю Chinky)                                           | 4:39                                                                 |
| 17.                                                                  | «Every Day Gun Play»                                                 | 3:51                                                                 |

| Список композицій (74321-42558) [Міжнародна версія] | Список композицій (74321-42558) [Міжнародна версія]             | Список композицій (74321-42558) [Міжнародна версія] |
| #                                                   | Назва                                                           | Тривалість                                          |
| --------------------------------------------------- | --------------------------------------------------------------- | --------------------------------------------------- |
| 1.                                                  | «Animal Instinct» (за участю Twin Gambino та Ty Nitty)          | 3:30                                                |
| 2.                                                  | «Drop a Gem on 'Em»                                             | 4:17                                                |
| 3.                                                  | «Bloodsport»                                                    | 3:35                                                |
| 4.                                                  | «Extortion» (за участю Method Man)                              | 3:31                                                |
| 5.                                                  | «More Trife Life»                                               | 3:45                                                |
| 6.                                                  | «Man Down» (за участю Big Noyd та Money No)                     | 5:03                                                |
| 7.                                                  | «Can't Get Enough of It» (за участю General G a.k.a. Illa Ghee) | 4:51                                                |
| 8.                                                  | «Nighttime Vultures» (за участю Raekwon)                        | 4:30                                                |
| 9.                                                  | «G.O.D. Pt. III» (за участю Godfather Pt.III)                   | 5:17                                                |
| 10.                                                 | «Get Dealt With»                                                | 3:56                                                |
| 11.                                                 | «Shook Ones Pt. 1»                                              | 4:12                                                |
| 12.                                                 | «Front Lines (Hell on Earth)»                                   | 4:34                                                |
| 13.                                                 | «Give It Up Fast» (за участю Big Noyd та Nas)                   | 3:58                                                |
| 14.                                                 | «Still Shinin'»                                                 | 4:11                                                |
| 15.                                                 | «Apostle's Warning»                                             | 4:07                                                |

## Чарти

### Щотижневі чарти
| Чарт (1996)                               | Найвища позиція |
| ----------------------------------------- | --------------- |
| Швеція Swedish Albums (Sverigetopplistan) | 52              |
| Велика Британія UK Albums (OCC)           | 67              |
| США Billboard 200                         | 6               |
| США Top R&B/Hip-Hop Albums (Billboard)    | 1               |

### Річні чарти
| Чарт (1997)               | Позиція |
| ------------------------- | ------- |
| US Billboard 200          | 148     |
| US Top R&B/Hip-Hop Albums | 35      |

## Сертифікаці
| Регіон                                             | Сертифікація | Продажі  |
| -------------------------------------------------- | ------------ | -------- |
| США (RIAA)                                         | Золотий      | 500 000^ |
| ^відвантаження, що базуються лише на сертифікаціях |              |          |